# Steleocerellus singularis
Steleocerellus singularis är en tvåvingeart som först beskrevs av Becker 1913.  Steleocerellus singularis ingår i släktet Steleocerellus och familjen fritflugor. Inga underarter finns listade i Catalogue of Life.